# Pāchū
Pāchū (パーチュー, ryūkyū von chinesisch 巴球, Pinyin bāqiú – „einen Ball wirbeln“, jap. hakyū) ist eine japanische Karate-Kata. Sie wird im Shitō-ryū und im Ryūei-ryū unterrichtet. 

## Geschichte der Kata
Die Kata hat insgesamt 48 Bewegungen. Die Form der Kata ist recht schwierig zu deuten, aber man ist sich ziemlich sicher, dass sie dem chinesischen Tiger-Stil zuzuschreiben ist. Sie wird gerne von Frauen auf Wettkämpfen benutzt.

## Techniken der Pachu
Die Pāchū ist sehr dynamisch. Die Karatetechniken sind sehr anspruchsvoll und vielfältig. Daher wird diese Kata auch gerne auf Meisterschaften vorgeführt. Sie enthält viele seitliche Ausweichmanöver. Das Besondere an dieser Kata ist jedoch, dass sie sogenannte De-Ai-Techniken lehrt. Das bedeutet, Angriff und Abwehrtechniken werden gleichzeitig ausgeführt.